# August Hegler

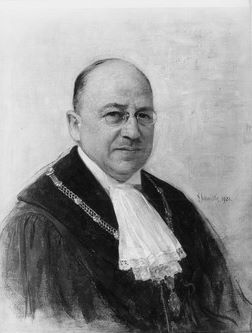
August Hegler in der Tübinger Professorengalerie

Carl August Hegler (* 11. März 1873 in Stuttgart; † 4. November 1937 in Tübingen) war Jurist, Professor und Kanzler an der Universität Tübingen.

## Leben
August Hegler war der Sohn eines Landgerichtsrates. Er studierte von 1891 bis 1897 Rechtswissenschaften in Tübingen und Leipzig. Seit 1891 war er Mitglied der Studentenverbindung Tübinger Königsgesellschaft Roigel.
Seit 1913 war er Inhaber des Lehrstuhls für Strafrecht, Straf- und Zivilprozess einschließlich Konkursrecht an der Juristischen Fakultät in Tübingen. Er war 1923/24 und 1927/28 Rektor der Universität Tübingen. Er wurde nach dem Tod von Max Rümelin († 22. Juli 1931) zum Kanzler der Universität Tübingen ernannt. Sein Porträt hängt deshalb in der Tübinger Professorengalerie.
Nach der nationalsozialistischen „Machtergreifung“ verkündete August Hegler bei einer Sitzung des Großen Senats am 25. Februar 1933 stolz, „man habe hier die Judenfrage gelöst“, ohne groß „davon gesprochen“ zu haben, denn an der Universität Tübingen gab es zu diesem Zeitpunkt kaum noch jüdische Professoren und Studenten.
Wegen der bevorstehenden Änderungen der Universitätsverfassung trat er im April 1933 vor dem Großen Senat der Universität von seinem Amt zurück. Ein Nachfolger wurde vom nationalsozialistischen Kultusminister nicht ernannt. In der Nachkriegszeit wurde das Kanzleramt in der bisherigen Form nicht mehr eingeführt, sondern aufgrund des 1968 erlassenen Universitätsgesetzes wurde der Titel dem obersten Verwaltungsbeamten der Universität zugewiesen.

## Werke (Auswahl)
- Die praktische Thätigkeit der Juristenfakultäten des 17. und 18. Jahrhunderts in ihrem Einfluss auf die Entwicklung des deutschen Strafrechts von Carpzov ab. Tübingen 1899 (= Dissertation Universität Tübingen).
- Beiträge zur Lehre vom prozessualen Anerkenntnis und Verzicht. Mohr, Tübingen 1903 (= Habilitationsschrift Universität Tübingen).
- Prinzipien des internationalen Strafrechts. Schletter, Breslau 1906.
- Das Gemeindegerichtsverfahren in Baden und Württemberg. Mohr, Tübingen 1910.
- Die Eidesreform. Enke, Stuttgart 1930.
- Zur Strafprozeßerneuerung. Enke, Stuttgart 1936.